# Наримське сільське поселення
Нари́мське сільське поселення (рос. Нарымское сельское поселение) — сільське поселення у складі Парабельського району Томської області Росії.
Адміністративний центр — село Нарим.
Населення сільського поселення становить 1791 особа (2019; 2106 у 2010, 2573 у 2002).

## Склад
До складу сільського поселення входять:
| Населений пункт     | Населення, осіб (2002) | Населення, осіб (2010) |
| ------------------- | ---------------------- | ---------------------- |
| Алатаєво, село      | 110                    | 52                     |
| Березовка, село     | 72                     | -                      |
| Луговське, присілок | 230                    | 165                    |
| Нарим, село         | 1063                   | 947                    |
| Таліновка, присілок | 156                    | 136                    |
| Шпалозавод, селище  | 942                    | 808                    |